# Sphenomorphus textum
Sphenomorphus textum este o specie de șopârle din genul Sphenomorphus, familia Scincidae, descrisă de Müller 1894. Conform Catalogue of Life specia Sphenomorphus textum nu are subspecii cunoscute.